# Gömbfülke
A gömbfülke a hévizes eredetű barlangok, jellegzetes, íves, gömbformájú járata.

## Keletkezése
A páralecsapódásos gömbfülke jellemző átmérője 1–4 méter. Ez a felszínközeli járatokban a termálvíz visszahúzódása során kialakult szabad vízfelület felett, a járat főtéjének a páralecsapódásos oldódásával keletkezik, alulról felfelé növekedve.
A felszín közelsége miatt a főte, azaz a barlang mennyezete hidegebb, mint a meleg víz, ezért a főtén, akárcsak a fazék fedőjén kicsapódik a pára, ami a légtérben található gázok felvétele után oldani kezdi a főte anyagát. Ez a folyamat a körkörösen, középen fel, oldalt lefelé zajló légáramlás során jellegzetes, lapított gömbformát eredményez, amelynek a tetejéből időnként újabb gömb nőhet ki, de elágazó füzérek is létrejöhetnek. A gömbfülke-füzérnek tehát nem feltétlenül van természetes bejárata, gyakran azonban a barlang utóélete során az erózió, vagy a mesterséges emberi tevékenység, például a kőfejtés felnyitja a legmagasabbra nyúló ponton.
Régebben a gömbfülke kialakulását, tévesen, a nagy erővel feltörő hévíz dinamikus örvénylő mozgásával magyarázták. Például Jakucs László, a „Szerelmetes barlangjaim” című könyvében.
A gömbfülke falain az oldott anyagot tartalmazó víz lefolyik, és lefelé haladva rendszerint ismét bepárlódik, ilyenkor jellegzetes, lefelé egyre vastagodó borsókőbevonat rakódik le. Végső soron a gömbfülkéből hiányzó kőzetmennyiség, hacsak nincs aktív vízáramlás, a vízszint alatti járatokban, a túltelítődő vízből, különféle képződmények formájában válik ki, gyakran teljesen elzárva a mélyebb részekkel való összeköttetést.

## Magyarországi megjelenések
Tipikus páralecsapódásos gömbfülke figyelhető meg például a Beremendi-kristálybarlangban, a Sátorkőpusztai-barlangban, a Citadella-kristálybarlangban, a Bátori-barlangban és a Szent Özséb-barlangban.
Egyéb, kisebb méretű üstformák, amelyeket néha szintén gömbfülkének neveznek, más módon is keletkezhetnek, akár repedésmentes kőzetben víz alatti, nyomott légtérben, vagy az agyagfilmek által megvédett felületek fölé korlátozódó oldódás során, amikor az így kialakuló b-betű metszetek a felettük lévőt leharapják.